# سیاقول سفلی
سیاقول سفلی روستایی از توابع بخش خلیفان در شهرستان مهاباد است که در استان آذربایجان غربی ایران قرار دارد. 

## جمعیت
این روستا در دهستان دهستان منگور شرقی واقع شده و براساس سرشماری عمومی نفوس و مسکن (۱۳۹۵)،جمعیت آن ۹۷ نفر (۲۰ خانوار) می‌باشد.